# باوغريجر

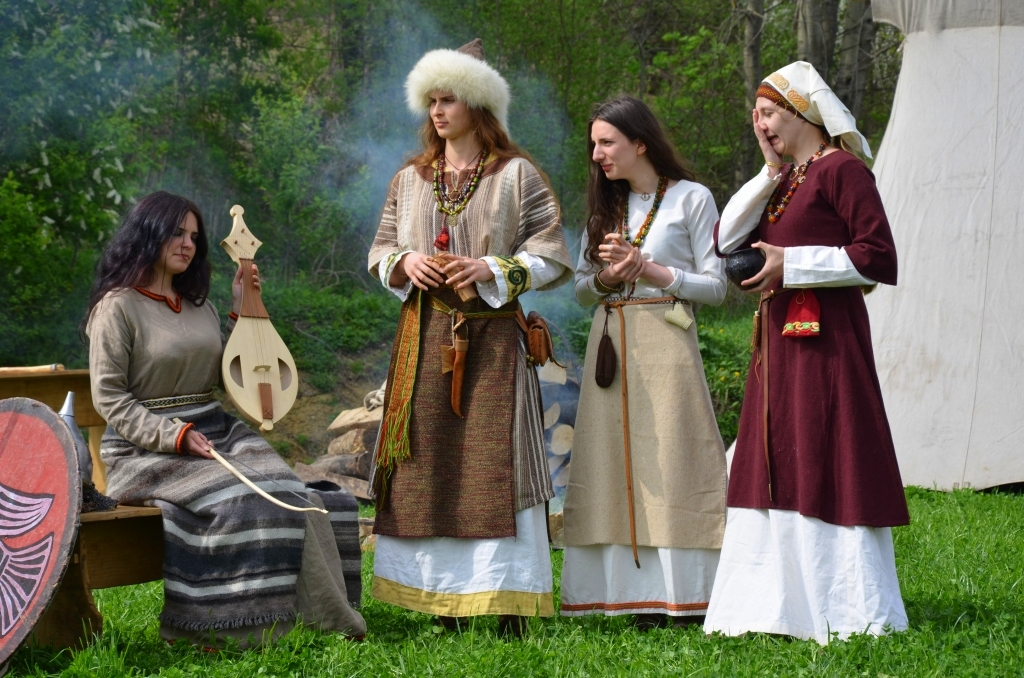

باوغريجر أو رينغ كيفينا هو مصطلح يطلق على المرأة غير المتزوجة والتي قد ورثت منصب رب الأسرة، ويكون ذلك غالباً من والدها أو أخيها، مع القيام بكل المهام والحقوق المرتبطة بهذا المنصب. وُجد هذا المنصب في إقليم اسكندنافيا خلال عصر الفايكنج في العصور الوسطى.
ذُكر الرينغ كيفينا بصورة أساسية في ايسلندا بغارغاس وقوانين فروستاتينج النرويجية وقوانين جولاتينج حيث تم صيغتها بنفس الطريقة. كانت النساء غير المتزوجات واللاتي يُشار إليهن ب «ماير» و «مي» يتمتعن بحقوقهن في الاستقلال، ففي عمر العشرين تصل المرأة إلى سن الرشد وتمتلك الحق في أن تقرر مكان إقامتها وأن تقف بذاتها أمام القانون. تطبق هذة الحقوق أيضا على الأرامل. كان الاستثناء الوحيد في استقلاليتها هو حقها في اختيار شريكها وهو الأمر الذي يهم جميع العائلة.
وفي حالة غياب أقارب للذكر، تستطيع المرأة غير المتزوجة وليس لديها ابن أن ترث المنصب كرب الأسرة من والدها المتوفي أو أخيها المتوفي. ويتم الإشارة إلى المرأة في مثل هذه الحالة برينغ كيفينا، تقوم بممارسة كل الحقوق الممنوحة كرب للأسرة حتى تتزوج في ذلك الوقت تنتقل حقوقها إلى زوجها. وحق الميراث بحد ذاته ينطبق على كلا من عمة المتوفي وابنة اخت المتوفي وحفيدة المتوفي والذين يطلق عليهم جميعهم أودال كيفينا، ولكن كان الحق في أن يرث منصب رب الاسرة كان حقا يمكن أن يُورث فقط لأبنة الرجل المتوفي وأخت الرجل المتوفي.
كان لدى الرينغ كيفينا دعم مخصص من القانون لكي تقوم بجميع المهام التي عادة ما كان يؤديها رب الأسرة. كالحق في فرض واستقبال دية (غرامات) عن قتل أحد أفراد الأسرة. لكن إذا ما تزوجت تنتقل هذه الحقوق إلى زوجها. تم الاحتفاظ بهذه الحقوق أيضا بعد التنصير على الرغم من أنها اختفت في أواخر القرن الثالث عشر حيث لم تعد تُذكر في أي نصوص قانونية.